# Brunsche Konstante
Die Brunsche Konstante ist eine mathematische Konstante aus dem Bereich der Zahlentheorie. Benannt ist sie nach dem Mathematiker Viggo Brun, welcher ihre Existenz durch Verwendung des nach ihm benannten Siebes bewiesen hat.

## Brunsche Konstante für Primzahlzwillinge
Im Jahr 1919 zeigte der Mathematiker Viggo Brun, dass die Summe der Kehrwerte aller Primzahlzwillinge (Paare von Primzahlen, deren Differenz 2 beträgt) konvergiert. Der Grenzwert {\displaystyle B_{2}} dieser Summe wird Brunsche Konstante für Primzahlzwillinge genannt:
{\displaystyle B_{2}=\textstyle \!\sum \limits _{p,p+2\;{\text{prim}}}\!({\frac {1}{p}}+{\frac {1}{p+2}})=({\frac {1}{3}}+{\frac {1}{5}})+({\tfrac {1}{5}}+{\tfrac {1}{7}})+({\tfrac {1}{11}}+{\tfrac {1}{13}})+({\tfrac {1}{17}}+{\tfrac {1}{19}})+({\tfrac {1}{29}}+{\tfrac {1}{31}})+\ldots }
Dieses Ergebnis der analytischen Zahlentheorie ist auf den ersten Blick überraschend, da die Summe der Kehrwerte aller Primzahlen divergiert, wie bereits im 18. Jahrhundert von Leonhard Euler bewiesen wurde. Wäre auch {\displaystyle B_{2}} divergent, hätte man einen Beweis für die bis heute offene Vermutung, dass es unendlich viele Primzahlzwillinge gibt (Alphonse de Polignac (1817–1890) 1849). Aus der Konvergenz lässt sich jedoch nicht auf das Gegenteil schließen.

### Berechnung
Die Idee zur Berechnung besteht darin, dass die Summation zunächst möglichst weit durchgeführt wird und dann der fehlende Rest abgeschätzt wird. So haben Daniel Shanks und John William Wrench, Jr. (1911–2009) alle Primzahlzwillinge unterhalb 2·106 benutzt.
Eine Schätzung
{\displaystyle B_{2}\approx 1{,}90216\ 05831\ 04} (Folge A065421 in OEIS)
stammt von Pascal Sebah aus dem Jahr 2002, der hierfür alle Primzahlzwillinge bis 1016 betrachtete. Die Berechnung von {\displaystyle B_{2}} ist allerdings außerordentlich schwierig, zum einen, da die Reihe sehr langsam konvergiert, zum anderen, da das Auffinden aller großen Primzahlzwillinge äußerst kompliziert ist (siehe auch: Primzahltests).
Die bislang genaueste Abschätzung ist (Stand 16. März 2010)
{\displaystyle B_{2}=1{,}90216\ 05832\ 09\pm 0{,}00000\ 00007\ 81.}
Hierfür wurden die Kehrwerte aller 19.831.847.025.792 Primzahlzwillinge unterhalb 2·1016 summiert:
{\displaystyle \textstyle \sum \limits _{p,p+2\;{\text{prim}} \atop <2\cdot 10^{16}}({\frac {1}{p}}+{\frac {1}{p+2}})=1{,}83180\ 80634\ 32379\ 01198\ 41239\ 12086\ 74712\ 537\ldots }
und der Restterm abgeschätzt.

## Brunsche Konstante für Primzahldrillinge
Neben {\displaystyle B_{2}} gibt es noch zwei weitere Brunsche Konstanten {\displaystyle B_{3a}} und {\displaystyle B_{3b}} für Primzahldrillinge.
Die ersten drei Primzahldrillinge der Form {\displaystyle (p,p+2,p+6)} sind (5, 7, 11), (11, 13, 17) und (17, 19, 23). Auch in diesem Fall konvergiert die Summe und es gilt (Stand 16. März 2010):
{\displaystyle B_{3a}=\left({\tfrac {1}{5}}+{\tfrac {1}{7}}+{\tfrac {1}{11}}\right)+\left({\tfrac {1}{11}}+{\tfrac {1}{13}}+{\tfrac {1}{17}}\right)+\left({\tfrac {1}{17}}+{\tfrac {1}{19}}+{\tfrac {1}{23}}\right)+\ldots \approx 1{,}09785\ 10396\ 79}
Die ersten drei Primzahldrillinge der Form {\displaystyle (p,p+4,p+6)} sind (7, 11, 13), (13, 17, 19) und (37, 41, 43). Die Summe konvergiert ebenfalls und es gilt (Stand 16. März 2010):
{\displaystyle B_{3b}=\left({\tfrac {1}{7}}+{\tfrac {1}{11}}+{\tfrac {1}{13}}\right)+\left({\tfrac {1}{13}}+{\tfrac {1}{17}}+{\tfrac {1}{19}}\right)+\left({\tfrac {1}{37}}+{\tfrac {1}{41}}+{\tfrac {1}{43}}\right)+\ldots \approx 0{,}83711\ 32124\ 11}

## Brunsche Konstante für Primzahlvierlinge
Neben {\displaystyle B_{2}} gibt es noch die Brunsche Konstante {\displaystyle B_{4}} für Primzahlvierlinge, Paare von Primzahlzwillingen, die einen Abstand von 4 haben (dies ist der kleinstmögliche Abstand zweier Primzahlzwillinge zueinander). Die ersten drei Primzahlvierlinge sind
(5, 7, 11, 13), (11, 13, 17, 19) und (101, 103, 107, 109), also
{\displaystyle B_{4}=\left({\tfrac {1}{5}}+{\tfrac {1}{7}}+{\tfrac {1}{11}}+{\tfrac {1}{13}}\right)+\left({\tfrac {1}{11}}+{\tfrac {1}{13}}+{\tfrac {1}{17}}+{\tfrac {1}{19}}\right)+\left({\tfrac {1}{101}}+{\tfrac {1}{103}}+{\tfrac {1}{107}}+{\tfrac {1}{109}}\right)+\ldots }
Da alle Summanden von {\displaystyle B_{4}} auch in {\displaystyle B_{2}} vorkommen und bis auf {\displaystyle {\tfrac {1}{11}}} und {\displaystyle {\tfrac {1}{13}}} keine Summanden doppelt vorhanden sind, konvergiert auch diese Reihe. Sie hat den Wert (Stand 16. März 2010)
{\displaystyle B_{4}=0{,}87058\ 83799\ 75\pm 0{,}00000\ 00001\ 14} (Folge A213007 in OEIS).

## Trivia
- 1994 entdeckte Thomas R. Nicely bei einer Abschätzung von {\displaystyle B_{2}} über alle Primzahlzwillinge bis 1014 den sogenannten Pentium-FDIV-Bug.
- Gelegentlich wird die Aussage über die Konvergenz der Summe der Reziproken aller Primzahlzwillinge (also die Existenz und Berechenbarkeit der Brunschen Konstanten) als  Brunscher Witz bezeichnet. Der mathematische Witz liegt darin, dass trotz des präzisen Ergebnisses von Brun die eigentlich interessierende Frage, ob es unendlich viele Primzahlzwillinge gibt, offenbleibt (und die bejahende Vermutung bis heute nicht bewiesen werden konnte).